# Medien im Rhein-Neckar-Dreieck
Die vielfältige Medienlandschaft des Rhein-Neckar-Dreiecks ist nur teilweise grenzüberschreitend angelegt. Durch die Länderzuständigkeit im Bereich der Medien bestehen hier noch Grenzen, die der wirtschaftlichen und kulturellen Zusammengehörigkeit widersprechen, sie lösen sich jedoch zunehmend auf.

## Printmedien

### Zeitungen
Drei große Zeitungsverlage im Rhein-Neckar-Dreieck konnten bis heute ihre Eigenständigkeit bewahren:
- Mannheimer Morgen
  - Mannheimer Morgen/Südhessen Morgen
  - Bergsträßer Anzeiger
  - Schwetzinger Zeitung/Hockenheimer Tageszeitung
  - Fränkische Nachrichten
- Die Rheinpfalz, Ludwigshafen
- Rhein-Neckar-Zeitung, Heidelberg

Außerdem gibt es in mehreren Städten Lokalausgaben anderer Zeitungsverlage:
- Starkenburger Echo (Darmstädter Echo)
- Wormser Zeitung, (Rhein-Main-Presse)

Weiters gibt es noch eigenständige lokale Zeitungen, die den Mantel eines großen Zeitungsverlags übernehmen:
- Eberbacher Zeitung (Südwest-Presse)
- Lampertheimer Zeitung/Bürstädter Zeitung (Rhein-Main-Presse)
- Schifferstadter Tagblatt (Gießener Anzeiger)
- Speyerer Morgenpost (Badisches Tagblatt)
- Weinheimer Nachrichten/Odenwälder Zeitung (Mannheimer Morgen)
- Viernheimer Tageblatt (Badisches Tagblatt)

Auch die Bild-Zeitung unterhält eine Lokalausgabe Rhein-Neckar mit Sitz in Mannheim.
Zudem erscheint das Wochenblatt (Pfalz/Baden) mit zahlreichen Lokalausgaben.
Weiterhin gibt es die eigenständige Kirchenzeitung für das Bistum Speyer:
- Der Pilger, Speyer

### Zeitschriften
- Kommunal-Info Mannheim (14-täglich)
- meier (Printausgabe 2012 eingestellt)
- Sportwoche Mannheim (Printausgabe 2007 eingestellt)

## Rundfunk

### Öffentlich-rechtliche Sender

#### Südwestrundfunk SWR
Der Südwestrundfunk (SWR) ist die öffentlich-rechtliche Sendeanstalt für Baden-Württemberg und Rheinland-Pfalz. Mit den Programmen SWR1 Baden-Württemberg, SWR1 Rheinland-Pfalz, SWR2, SWR3, SWR4 Baden-Württemberg, SWR4 Rheinland-Pfalz, DASDING und SWR Aktuell deckt er beinahe die gesamte Region ab.

#### Hessischer Rundfunk hr
Für den südhessischen Kreis Bergstraße ist der Hessische Rundfunk (hr) mit den Programmen hr1, hr2, hr3, hr4, hr-info und You FM zuständig.

#### Bundesweite Sender
Vielerorts sind auch die zwei bundesweiten Programme Deutschlandfunk und Deutschlandradio Kultur des Deutschlandradios zu empfangen.

### Privatsender
- Antenne Landau
- Antenne Pfalz
- big FM
- harmony.fm
- Hit Radio FFH
- Radyo Metropol FM
- Radio Regenbogen
- Radio RPR
- Rockland Radio
- SkyRadio
- sunshine live

### Sender der alliierten Streitkräfte
- Das American Forces Network der US-Streitkräfte hatte von 2004 bis 2012 seine Europazentrale in den Coleman Barracks, Mannheim-Sandhofen. Das Lokalprogramm AFN Heidelberg für Heidelberg, Mannheim und Stuttgart wurde von 1993 bis 2009 zum Umzug in die AFN-Europazentrale in Mannheim-Seckenheim produziert. Seit 2014 befindet sich die Europazentrale in der Sembach Kaserne. Der Sender Heidelberg-Wieblingen wurde 2014 abgeschaltet.

### Nichtkommerzielle Lokalradios
- bermuda.funk
- Radioaktiv

## Fernsehen

### Öffentlich-rechtliche Sender
Das Südwest Fernsehen wird als Drittes Programm des SWR in zwei eigenständigen Regionalprogrammen für Baden-Württemberg und Rheinland-Pfalz ausgestrahlt.
Für den hessischen Teil ist das hr-fernsehen des hr das zuständige Dritte Programm.

### Regionalsender
Das grenzüberschreitende private Lokalprogramm Rhein-Neckar Fernsehen ist in der gesamten Region empfangbar, im rheinland-pfälzischen Teil gibt es außerdem den K3 Kulturkanal.

### Offene Kanäle
In vielen rheinland-pfälzischen Städten existieren außerdem Offene Kanäle, in denen Bürger eigenes Material aufnehmen und senden können.
- Offener Kanal Haßloch/Böhl-Iggelheim
- Offener Kanal Landau in der Pfalz
- Offener Kanal Ludwigshafen
- Offener Kanal Neustadt
- Offener Kanal Speyer
- Offener Kanal Schifferstadt
- Offener Kanal Worms